# Shihuang
Shihuang (kinesiska: 石黄) är en köping i sydvästra Kina. Den ligger i Zhong härad i storstadsområdet Chongqing, omkring 160 kilometer nordost om det centrala stadsdistriktet Yuzhong. Antalet invånare är 11848. Befolkningen består av 5 830 kvinnor och 6 018 män. Barn under 15 år utgör 16,0 %, vuxna 15-64 år 68 %, och äldre över 65 år 15,0 %.